# Groupe Profession Santé
Le Groupe Profession Santé est une marque déposée de la société Janus. Le groupe édite des titres de presse et des sites d'information médicale, tels que Le Quotidien du médecin, Le Quotidien du pharmacien, Le Généraliste, Infirmiers.com, Décision & Stratégie Santé, Remede.org, cadredesante.com, Réseau CHU.  
Le groupe propose également des services autour de la santé dédiés à l'emploi, à la formation et à l'équipement. 

## Histoire
Le Groupe Profession Santé est le fruit du rachat du pôle presse et édition d’UBM Medica France par plusieurs membres de sa direction en 2011.
En 2016, le Groupe Profession Santé rejoint le groupe MNH, et l’intègre à l’« univers Médias » de MNH Group aux côtés d’Izeos, d’Hospimedia, de PG Promotion et d’Eventime. En novembre 2018, MNH Group est rebaptisé « nehs » (Nouvelle Entreprise Humaine en Santé).
En 2017, Antoine Huron, directeur général du groupe IZEOS depuis 17 ans, remplace Julien Kouchner en qualité de directeur général du Groupe Profession Santé. En juin 2018, Nicolas Bohuon lui succède.
Le 1er janvier 2018, le Groupe Profession Santé fusionne avec Izeos, spécialiste des médias et services digitaux dédiés au secteur paramédical.
Le 22 novembre 2019, nehs annonce la nomination de Christian Nicoli au poste de Directeur général du Groupe Profession Santé. 

## Le groupe
Le Groupe Profession Santé est un groupe de médias pour les professionnels de la santé en France. Il s’adresse aux médecins, aux pharmaciens, au personnel paramédical, aux décideurs hospitaliers.

## Médias
Le groupe exploite plusieurs médias d’information destinés à l’ensemble des professionnels de la santé :
- Le Quotidien du médecin
- Le Quotidien du pharmacien
- Le Généraliste
- Décision & Stratégie Santé
- Remede.org : créé en 1997, ce site accompagne les futurs professionnels de la santé préparant la première année commune aux études de santé, les épreuves classantes nationales et d’autres concours médicaux
- Infirmiers.com : destiné aux professionnels infirmiers et étudiants
- Cadredesante.com : pour les cadres paramédicaux concernant l’actualité de leur profession ;
- Réseau CHU : ce site suit l’actualité des 32 centres hospitaliers régionaux et universitaires de France